# Aeropuerto de Branson
El Aeropuerto de Branson (IATA: BKG, OACI: KBBG, FAA LID: BBG), (del inglés: Branson Airport), es un aeropuerto de uso público situado a 15 km (8 millas náuticas) del distrito financiero de Branson, una ciudad en el Condado de Taney, Misuri, Estados Unidos. Es propiedad privada de Branson Airport, LLC.
Aunque la mayoría de los aeropuertos estadounidenses usan el mismo identificador de ubicación de tres letras para la FAA y la IATA, este aeropuerto es asignado BBG por la FAA y BKG por la IATA (que asignó BBG al Aeropuerto  Butaritari Atoll en Butaritari, Kiribati).
El aeropuerto fue inaugurado el 11 de mayo de 2009. Actualmente es el único aeropuerto de servicio privado operado privadamente en los Estados Unidos ya que National Express Group Plc. devolvió el control del Aeropuerto Internacional de Stewart a la Autoridad Portuaria de Nueva York y Nueva Jersey. Como parte de las negociaciones para crear el aeropuerto, obtener financiamiento y reducir la responsabilidad, Branson Airport, LLC tuvo que "regalar" la tierra que poseía al Condado de Taney, Missouri para alquilar y operar el aeropuerto en privado.

## Aeropuertos cercanos
Los aeropuertos más cercanos son:
- Aeropuerto de Harrison (30km)
- Aeropuerto Regional de Springfield-Branson (80km)
- Aeropuerto Regional Northwest Arkansas (102km)
- Aeropuerto Regional de Fayetteville (105km)
- Aeropuerto Regional de Joplin (134km)